# Морнарскоплава боја
Tамноплава боја или боја униформе је тамна варијанта плаве боје која подсећа на црну боју. Пошто су је користили војници и морнари, од почетка 19. века добија име и маринскоплава. 

## Варијанте тамноплаве
- Краљевска тамноплава (Hex: #0A0A85) RGB (10, 10, 133)
- Тамноплава верзија 1 (Hex: #14148A) RGB (20, 20, 138)
- Тамноплава верзија 2 (Hex: #242492) RGB (36, 36, 146)
- Тамноплава верзија 3 (Hex: #333399) RGB (51, 51, 153)
- Тамноплава верзија 4 (Hex: #4C4CA6) RGB (76, 76, 166)
- Тамноплава верзија 5 (Hex: #00007B) RGB (0, 0, 123)
- Тамноплава верзија 6 (Hex: #000076) RGB (0, 0, 118)
- Тамноплава верзија 7 (Hex: #00006E) RGB (0, 0, 110)
- Тамноплава верзија 8 (Hex: #000067) RGB (0, 0, 103)
- Тамноплава (Hex: #00005A) RGB (0, 0, 90)

## Тамноплава у свакодневном животу

### Спорт
Следећи тимови користе тамноплаву:
МЛС
- ФК Лос Анђелес галакси
- ФК Њу Ингланд револушн
- ФК Филаделфија јунион

НБА
- Атланта хокси
- Денвер нагетси
- Индијана пејсерси
- Мемфис гризлиси
- Њу Џерзи нетси
- Јута џез

НФЛ
- Бафало билси
- Чикаго берси
- Денвер бронкоси
- Њу Игланд патриотси
- сан Дијего чаџерси
- Сент Луис рамси
- Сијетл сихокси
- Далас каубојси